# Otto I xứ Braunschweig-Lüneburg
Otto I xứ Brunswick-Lüneburg (khoảng 1204 – 9 tháng 6 năm 1252), thành viên của Nhà Welf, là công tước đầu tiên của xứ Brunswick-Lüneburg từ năm 1235 cho đến khi ông qua đời. Ông được gọi là Otto trẻ để phân biệt với chú của mình là Hoàng đế Otto IV của Thánh chế La Mã. Otto trẻ là con trai của William xứ Winchester, người có mẹ là Vương nữ Matilda của Anh, có nghĩa là, Otto trẻ gọi Vua Henry II của Anh là ông ngoại và Vua Richard I của Anh là cậu ruột.
Ông là tổ tiên của tất cả các dòng dõi nam của các nhánh thuộc Nhà Welf, bao gồm nhánh Hannover cai trị Vương quốc Anh và Tuyển hầu xứ Hannover sau là Vương quốc Hannover, nhánh Brunswick cai trị Công quốc Brunswick-Lüneburg, Thân vương quốc Brunswick-Wolfenbüttel và Công quốc Brunswick.